# El Valle del Espíritu Santo
El Valle del Espíritu Santo o simplemente El Valle, es una ciudad venezolana, capital del municipio García de la Isla de Margarita en el Estado Nueva Esparta.

## Características
Fundado en 1529, ubicado en las laderas del cerro Copey (La Sierra) en la isla de Margarita, Venezuela es uno de los pueblos con mayor tradición del estado Nueva Esparta y comparte un buen clima junto a la parroquia San Juan Bautista. 
Posee una vegetación de montaña, mezclada con una cultura margariteña inédita conservada, llena de casas coloniales y museos por doquier. 
El Valle, como es conocido, cuenta con la Basílica Menor de Nuestra Señora del Valle que es la más famosa de la Margarita, además de ser el ícono religioso de la región, construida en nombre de la Santa Patrona de Nueva Esparta, la Virgen del Valle. Por eso y otras cosas más, visitar la Basílica es un punto fijo de llegada para el turista Nacional y de gran importancia histórica por sus museos. 
El Valle es el lugar más tranquilo, agradable y conservado de la isla de Margarita. Es el lugar de nacimiento del prócer venezolano Santiago Mariño. 

## Festividad de la Virgen del Valle

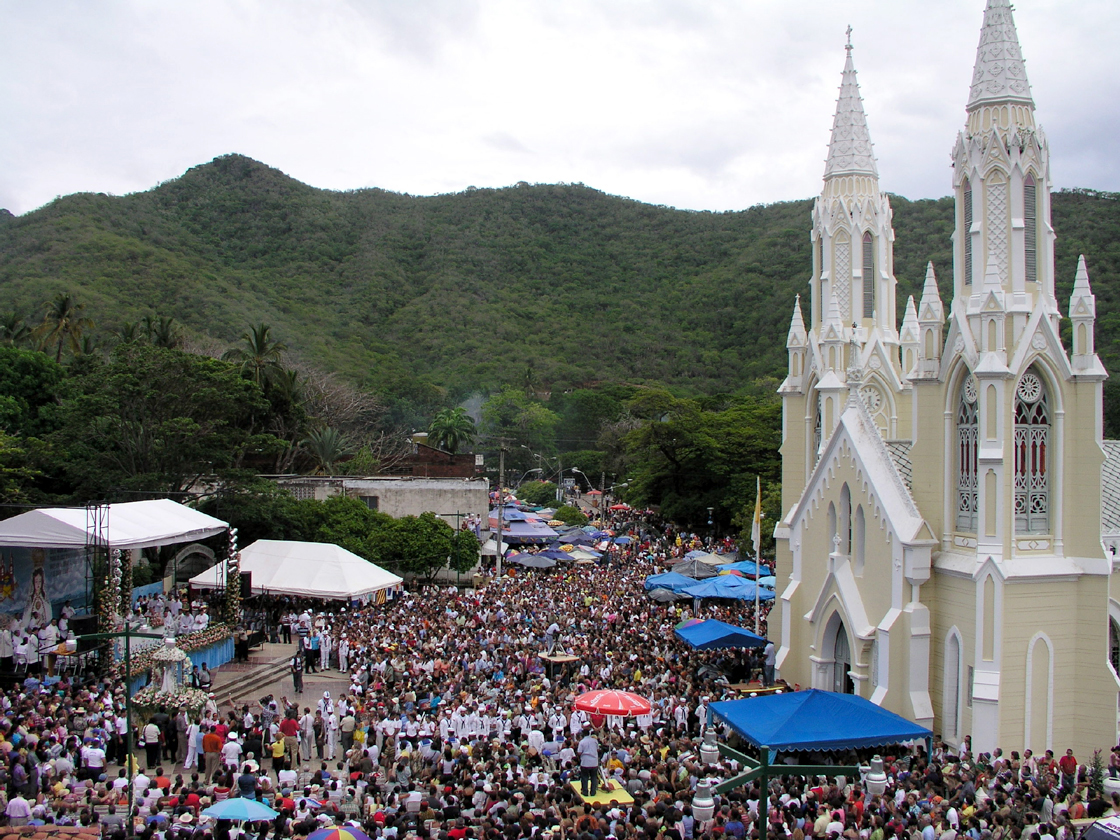
Festividad de la Virgen del Valle, vista superior de la Basílica Menor Nuestra Señora de El Valle.

El Valle del Espíritu Santo, ubicado en la isla de Margarita, es el principal centro de peregrinación y celebración en honor a la Virgen del Valle, considerada desde tiempos coloniales como la patrona espiritual del pueblo margariteño. Su santuario, ubicado en esta localidad, es el punto de encuentro de miles de fieles que acuden cada año, especialmente el 8 de septiembre, día de su festividad, para rendir homenaje y agradecer los favores recibidos.
A la Virgen del Valle se le atribuyen numerosos milagros y actos de intercesión, entre los que destaca una leyenda profundamente arraigada en la tradición popular. Según el relato, un pescador que sufría de gangrena en una pierna, producto de la picadura de una raya, recurrió a la Virgen con fervorosa oración. En un acto de fe, se lanzó al mar diciendo: «Si me salvas la pierna, te daré la primera perla que extraiga de las profundidades del mar». Al sumergirse, logró extraer una gran perla con forma de pierna, la cual ofreció como ofrenda a la Virgen en señal de gratitud por su curación.
Este relato, transmitido de generación en generación, forma parte del imaginario devocional margariteño y refuerza el vínculo entre la Virgen del Valle, el mar y la identidad insular.